# Жанажол — Актобе
Жанажол — Актобе — газопровід на заході Казахстану.
В середині 1980-х почалась розробка нафтогазоконденсатного родовища Жанажол, для роботи з продукцією якого ввели в дію газопереробний завод Жанажол. Підготований ним товарний газ з 1988-го подали по трубопроводу довжиною 270 км та діаметром 530 мм до Актюбінська (наразі Актобе).
Проектна пропускна здатність лінії Жанажол — Актобе становить 700 млн м3 на рік, при цьому за рік з 1 жовтня 2020 по 1 жовтня 2021-го по ньому було фактично прокачано 723 млн м3.
Від трубопроводу починаються відводи до міст Алга (тут раніше діяв Актюбінський хімічний завод) та Кандиагач (почало споруджуватись в радянські часи для обслуговування заводу добрив на основі Чилісайського рудника).
В Актобе великими споживачами природного газу є ТЕЦ Актобе, феросплавний завод із власною ТЕЦ, рейкобалковий завод із власною ТЕС. При цьому блакитне паливо до регіону також надходить по газопроводу Красний Октябрь — Актобе (а ресурс з Жанажольського ГПЗ також може видаватись по газопроводу Жанажол — КС-13).